# Adler Trumpf Junior
L' Adler Trumpf Junior est une petite voiture familiale construite par le constructeur automobile basé à Francfort, Adler, au début de 1934. L' Adler Trumpf était désormais disponible depuis deux ans, et la Trumpf Junior a été conçue comme une voiture similaire mais plus petite pour élargir la gamme et revendiquer une part d'un marché en croissance, que DKW monopolisait avec son modèle F1 et ses successeurs, pour les petites voitures à traction avant bon marché.
Le développement de la Trumpf Junior était une responsabilité partagée entre Hans Gustav Röhr (1895 - 1937) et son collègue et ami, l'ingénieur en chef d'Adler Josef Dauben.

## Moteur
Le moteur était un quatre cylindres à quatre temps de 995 cm3 à soupapes latérales. La puissance maximale revendiquée était de 25 cv (18 kW) à 4 000 tr/min, permettant au véhicule d'atteindre 90 km/h (56 mi/h). La puissance était transmise aux roues avant via une boite manuelle à quatre vitesses contrôlée au moyen d'un levier monté sur la colonne de direction.

## Carrosseries
À son lancement au début de 1934, la voiture offrait le choix entre une petite "Limousine" à deux portes (berline) avec un prix recommandé de 2 750 Marks et une petite "Cabrio-Limousine" à deux portes qui était en fait une berline découvrable à deux portes, disponible pour seulement 2 650 Marks. Les comparaisons avec la DKW Meisterklasse F4 à moteur plus petit étaient inévitables: le prix recommandé par DKW pour les DKW était de 2 500 Marks et 2 600 Marks respectivement pour leurs voitures à carrosserie Limousine et Cabrio-Limousine.
Pour 1935, Adler élargit la gamme Trumpf Junior, proposant désormais en plus de la Limousine et du Cabrio-Limousine, des cabriolets à deux et quatre places et des modèles sportifs à 2 places. La gamme a été complétée par une version de modèle sportif avec sa puissance moteur maximale portée à 25 cv (18 kW), au prix de 4 150 Marks.
Les carrosseries des voitures de 1935 étaient en ossature bois léger, recouvertes d'une peau en cuir synthétique. Cela faisait suite au choix structurel toujours utilisé par DKW pour leur petite traction avant DKW Meisterklasse F4 . Cependant, l'utilisation d'une peau en cuir synthétique qui avait tendance à pourrir, a suscité des commentaires négatifs pour les deux fabricants et, en 1935, les acheteurs de l'Adler Trumpf Junior pouvaient payer 200 Marks supplémentaires pour une voiture à ossature bois recouverte non pas de cuir synthétique mais de tôle d'acier.
Au début des années 1930, la construction à ossature bois était encore un choix naturel pour les petites voitures bon marché. Il s'appuyait sur des compétences artisanales à base de bois qui avaient été développées au fil des générations dans le commerce de la construction de voitures et qui étaient encore facilement disponibles. Ce système était comparable au Weymann Fabric Bodies#Système de carrosserie Weymann anglais. Cependant, les carrosseries tout acier étaient déjà de plus en plus courantes en Amérique du Nord où elles avaient été introduites avant la Première Guerre mondiale, et elles offraient des avantages évidents en termes de poids réduit, de résistance accrue, de meilleure visibilité (parce que la résistance de l'acier autorise des fenêtres plus grandes), et une propension réduite à brûler de manière incontrôlable si un moteur prenait feu, ce qui, dans les années 1930, arrivait régulièrement. Le propre modèle Standard 6 d'Adler avait, en ce qui concerne l'industrie automobile allemande, été le pionnier de l'utilisation de carrosseries entièrement en acier depuis son lancement en 1927. Une grande partie des dépenses supplémentaires liées à la production de voitures à carrosserie en acier ont surgi avant qu'une seule voiture ait été produite, avec une mise de fonds élevée nécessaire pour investir dans les presses lourdes et les matrices nécessaires pour produire les pressages pour les panneaux de carrosserie. Mais avec la croissance rapide de la demande du marché pour les petites voitures dans les années 1930, les économies d'échelle sont entrées en jeu, et si un constructeur pouvait amortir les coûts d'investissement initiaux d'un seul modèle sur plusieurs dizaines de milliers de voitures, le coût unitaire d'une carrosserie tout-acier devenait abordable. En 1936, Adler a commencé à produire la berline Trumpf Junior avec une carrosserie entièrement en acier et a fixé le prix de la voiture à 2 950 Marks, ce qui était exactement le prix demandé pour la même voiture avec une carrosserie à ossature bois. Les deux types de carrosserie ont continué à être répertoriés jusqu'en 1939, mais après une réduction de prix de 250 Mark pour la voiture à carrosserie en acier en 1937, c'est la voiture à carrosserie en acier qui est restée au catalogue avec le prix le plus bas. Les carrosseries standard tout en acier furent fournies par le plus grand fournisseur allemand de carrosseries en acier, Ambi-Budd de Berlin.  Un peu inhabituel pour une conception de carrosserie de voiture, celle-ci avait un nom, et les Trump Juniors à carrosserie en acier étaient connus sous le nom de Trumpf Juniors à carrosserie «Jupiter». Ce nom était partagé avec la carrosserie en acier légèrement plus grande de l' Adler Trumpf qui était disponible avec ue carrosserie en acier "Jupiter" tout acier d'Ambi-Budd depuis 1932.

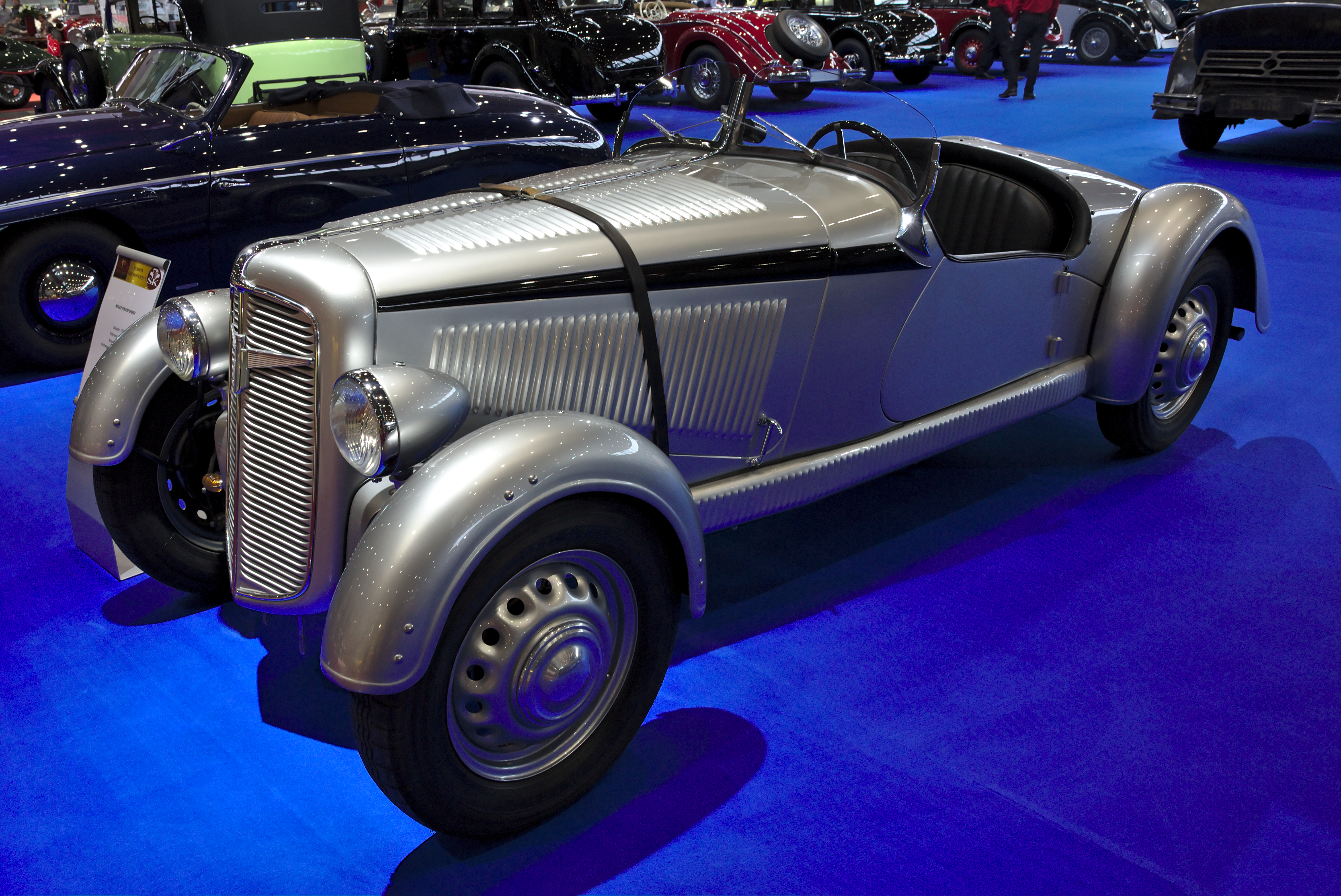
Adler Trumpf Junior Sport, construite en 1935
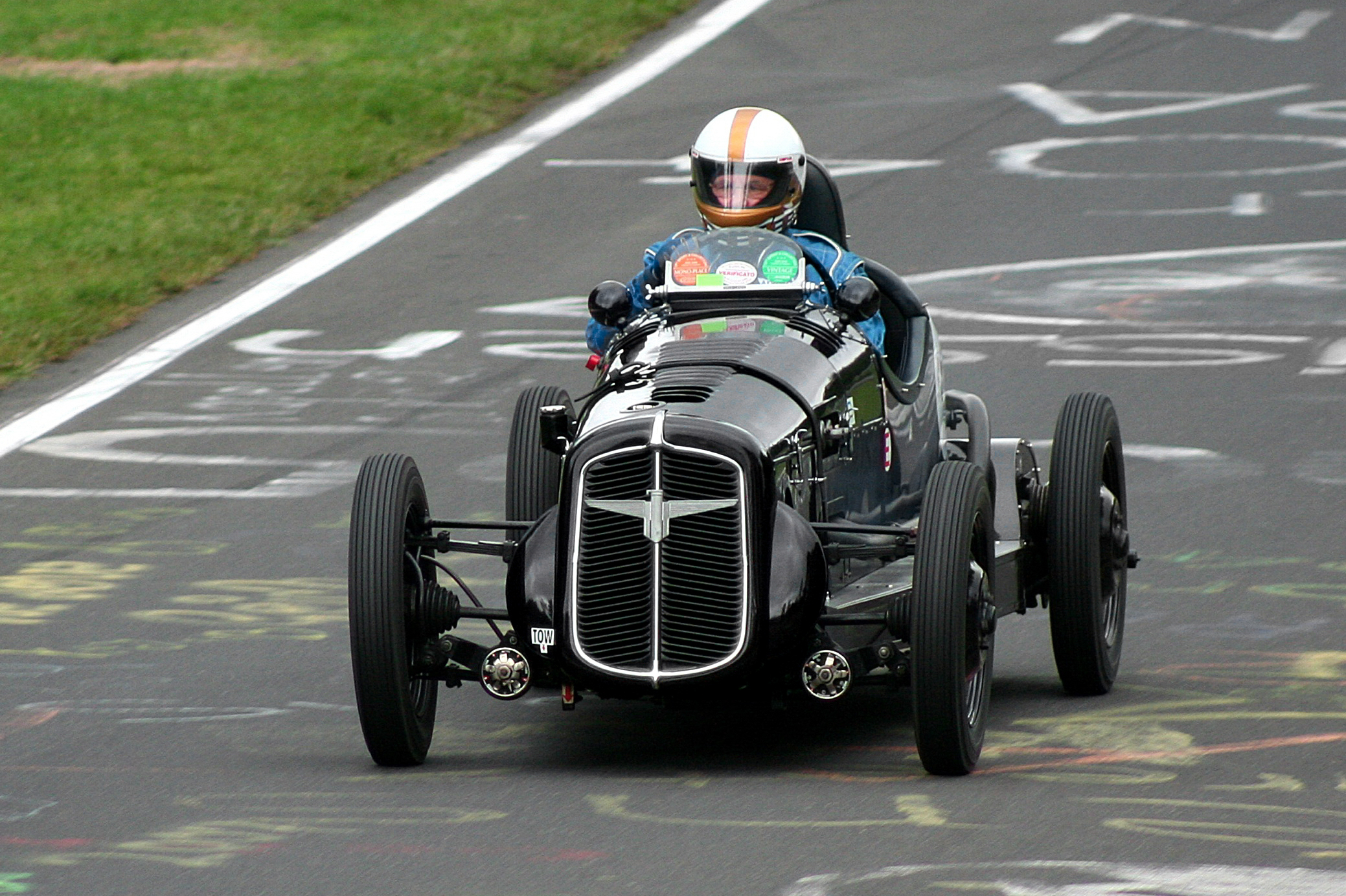
Monoplace de 1936 basée sur l'Adler Trumpf Junior au Nürburgring

## 1936 La Trumpf Junior (1G) remplacée par la Trumpf Junior (1E)
Début 1936, la Trumpf Junior (1G) est remplacée par la Trumpf Junior (1E). Le moteur et  l'empattement restent inchangés, mais une gamme de carrosseries plus longues de 390 mm (15,4 po), dite "streamlined" est introduite. De 1936 jusqu'à la fin de la production en 1941, ces carrosseries standard seront proposées sans autre modification.
Les carrosseries "Limousine" et "Cabrio-Limousine" des voitures de 1936 viennent toujours de chez  Ambi-Budd tandis que la production des carrosseries de cabriolet à quatre places était répartie entre Ambi-Budd et Karmann d'Osnabrück. Les carrosseries de cabriolet à deux places élégantes et plus coûteuses provenaient de divers carrossiers, dont Wendler (de) de Reutlingen.

## Prototype Grégoire - Adler
En 1936, l'ingénieur français Grégoire crée une "carcasse coulée" en aluminium siliconé, alternative au châssis-caisse "monocoque" mis au point par Citroën avec Budd. Trois prototypes sont réalisés avec le soutien de l'Aluminium Français.
Ce véhicule est classé monument historique.

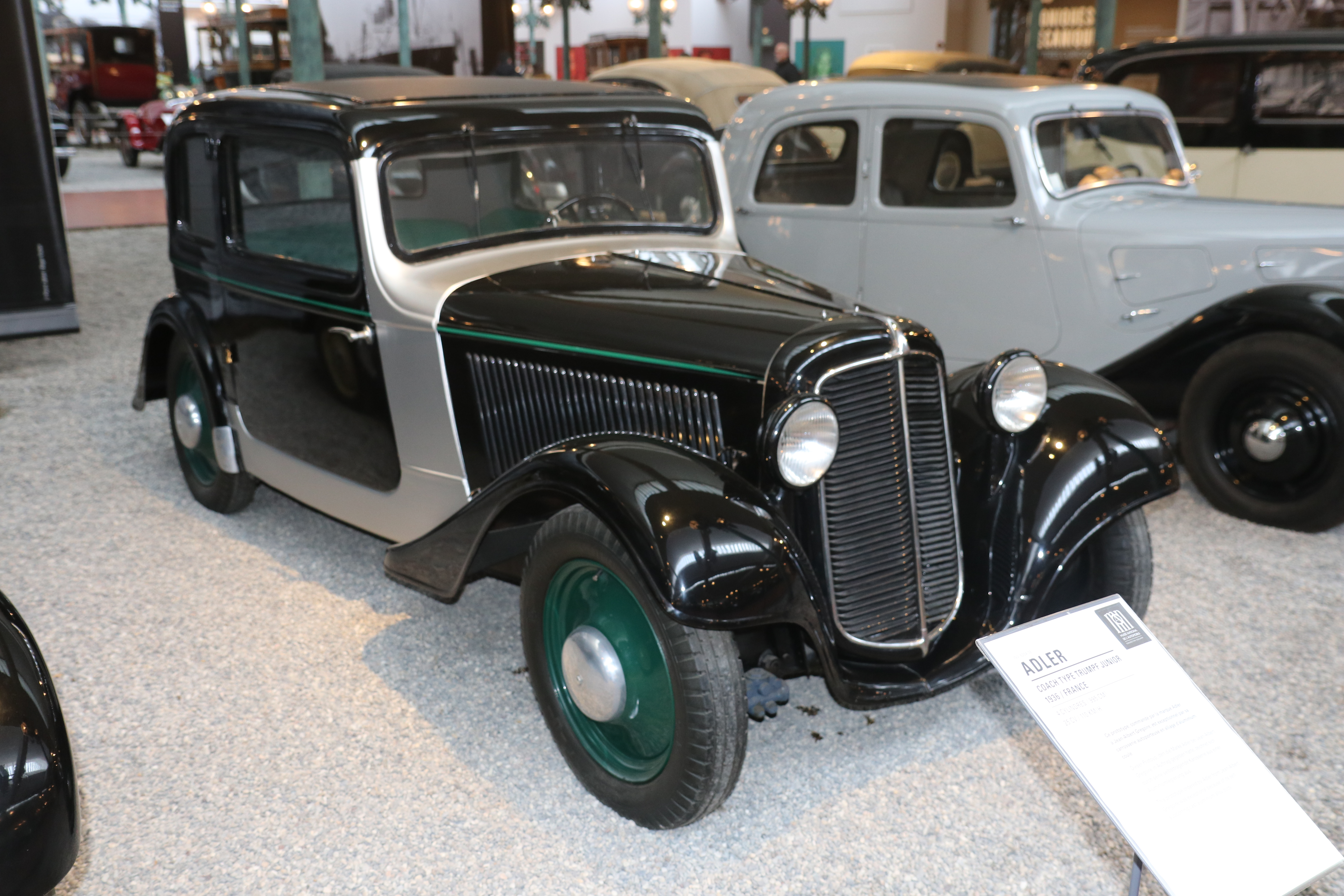
Trumpf Junior, prototype avec carcasse coulée en aluminium. Visible au Musée Nationale de l'Automobile de Mulhouse.

## Commercial
En août 1939, Adler produisit la 100 000 eme Trumpf Junior qui était alors devenue de loin la voiture la plus vendue de l'entreprise à ce jour et, comme les choses se sont avérées plus tard, de tous les temps. 23 013 voitures produites étaient de la version 1934-35 (1G), et au moment où la production s'est complètement arrêtée en 1941, Adler avait ajouté 78 827 de la version 1936-41 (1E).

## La relance de la production automobile d'après-guerre avortée
Comme de nombreux constructeurs automobiles allemands, Adler est sorti de la Seconde Guerre mondiale face à de nombreux obstacles. Elle a évité que son usine soit mise en caisse et envoyée par train à Moscou, contrairement à Opel, et elle n'a pas partagé le sort de DKW et BMW de retrouver son usine principale dans la zone d'occupation soviétique, coupée du contrôle, des clients et des principaux fournisseurs. Sa base d'attache à Francfort s'est avérée avoir été choisie comme point focal de la zone d'occupation américaine. L'usine de la société avait été gravement endommagée lors d'un raid aérien le 24 mars 1944, et après la guerre, le site a été réquisitionné par l'armée américaine et n'était donc plus disponible pour Adler.
Ironiquement, à une époque où aucune nouvelle voiture n'était plus produite, un nombre disproportionné des quelques voitures privées qui avaient survécu aux hostilités étaient des voitures de la série DKW F d'avant-guerre et des Adler Trumpf Juniors. De nombreuses voitures avaient été réquisitionnées pendant la guerre par les militaires, et après l'effondrement de l'armée allemande, les voitures qui avaient été soigneusement dissimulées aux soldats allemands étaient maintenant réquisitionnées par des soldats américains, russes et britanniques. Cependant, les soldats de chaque armée successive ont manifesté une réticence commune à être vus au volant de jolies mais petites et pas particulièrement rapides Adler et DKW à traction avant.
Malgré la perte de l'usine et du principal fournisseur de carrosseries en acier de l'entreprise (et du pays) (l'usine berlinoise d'Ambi-Budd s'étant retrouvée dans le secteur soviétique de Berlin), le directeur d'Adler, Hermann Friedrich, autorisa le développement d'une carrosserie d'après-guerre Adler Trumpf Junior. Le châssis devait être peu modifié, mis à part le repositionnement de la boîte de vitesses en avant du train avant, qui a nécessité un allongement de la voiture à l'avant de 150 mm (5,9 po). Cela donna plus d'espace pour les passagers et améliorait l'équilibre du poids sur l'essieu moteur. Lors de la Foire de Hanovre de 1948, deux prototypes de Trumpf Juniors ont été exposés, avec des carrosseries de Karmann d'Osnabrück et de Wendler (de) de Reutlingen. Les carrosseries étaient des versions mises à jour de la berline Trumpf Junior d'avant-guerre, ressemblant à une Renault Juvaquatre légèrement lissée. L'outillage de production était disponible, et comme il n'y avait aucune perspective de construction de la voiture à l'usine Adler de Francfort, un accord fut mis en place pour utiliser une usine voisine appartenant à MAN, située au nord-est de Gustavsburg. 
Au lendemain de la guerre, les vainqueurs, dont l'Union soviétique, avaient initialement prévu de désindustrialiser l'Allemagne. Par conséquent, il aurait été difficile d'anticiper en 1945 qu'en 1955, quatre des cinq principaux constructeurs automobiles allemands des années 1930 étaient en quelque sorte de retour dans le secteur de la production de voitures. L'exception était Adler, dont les projets de reprise de la production automobile ont été abandonnés en 1948, lorsque les deux prototypes exposés à Hanovre ont été mis au rebut. Jusqu'à la disparition de l'entreprise en 1957, ils se sont plutôt concentrés sur la fabrication de motos et de machines à écrire.

## Au cinéma
Une décapotable Trumpf Junior rouge est visible dans de nombreuses scènes de la comédie soviétique de 1967 Kidnapping, Caucasian Style. 